# Nathalie Danielsson
Moa Ida Nathalie "Nattid" Danielsson, född 10 april 2001 i Trelleborg, är en svensk influerare och föreläsare. Hon fick sitt genombrott på TikTok och fick på kort tid stort genomslag i både traditionella och digitala medier. Genom åren har hon haft en SVT-serie, släppt en bok, släppt en parfym och föreläst på skolor i Sverige.

## Bakgrund
Som ung var Nathalie Danielsson svårt mobbad. Redan vid sex års ålder började mobbningen som hela tiden blev värre och vid tio års ålder försökte hon ta sitt liv. Först när hon var 15 år gammal vågade hon berätta om mobbningen för sina föräldrar, vilket blev en vändpunkt.

## Karriär
Våren 2016 började Danielsson testa att publicera videor på Musical.ly, något hon till en början tyckte var löjligt. Andra gillade det och i november samma år hade hon 400 000 följare på Musical.ly. Samtidigt började Danielsson publicera personliga dagbokstexter om hur hon mådde på Instagram. Ett år senare hade hon 1,2 miljoner följare på Musical.ly och 160 000 på Instagram. Trots framgångarna fortsatte mobbningen och Danielsson upplevde att hon inte kunde röra sig fritt. Efter att en tegelsten kastats genom familjens fönster beslutade familjen sig för att flytta. Nathalie Danielsson hade under tiden hunnit bygga upp stora följarskaror även på Snapchat och Youtube och beslutade sig för att inte börja gymnasiet, utan helt satsa på sociala medier. Samma sommar spelade SVT in en dokumentär om henne, Sommaren efter nian.
År 2018 flyttade hon och familjen till Göteborg. Hon livnärde sig på sociala medier, föreläsningar och släppte hösten 2019 sin första bok.
År 2020 bedömdes hon ha Sveriges tredje största Tiktok-konto (tidigare Musical.ly).